# 一之瀬航季
一之瀬航季（日语：／，3月15日—），現寶塚歌劇團花組男役，暱稱 。出生於千葉縣松戶市，曾就讀於千葉縣立柏中央高等學校，身高173公分。

## 簡介
- 2014年，進入寶塚歌劇團[3][4]，100期生[2][7]，同期生有聖乃あすか(現花組男役)、風間柚乃(現月組男役)、極美慎(現星組男役)、華優希(前花組主演娘役)、星風圓(前宙組、花組主演娘役)。[8]初次登台表演是月組公演『宝塚をどり(寶塚舞蹈)』『明日への指針(明日的指針)』『TAKARAZUKA 花詩集100!!(寶塚花詩集100!)』。[1][2][5][6][9][10]翌年被分配至花組。[2][5]
- 2020年，原定為『はいからさんが通る(窈窕淑女)』新人公演主角[2][5][6]，但因為新冠疫情，新人公演中止。[8][11]
- 2022年，和美羽愛一起搭檔主演 寶塚Bow Hall公演『殉情(改編谷崎潤一郎原作小說「春琴抄」)』[3][12][13][14]，並和帆純まひろ輪流飾演男主角佐助。[13][15]

## 寶塚歌劇團時期

### 初舞台
- 2014年3-6月 寶塚大劇場月組公演『宝塚をどり(寶塚舞蹈)』『明日への指針(明日的指針)』『TAKARAZUKA 花詩集100!!(寶塚花詩集100!)』[16][17]

### 各組巡迴公演
- 2014年7-10月 星組公演『The Lost Glory -美しき幻影-(失落的榮耀-美麗的幻影)』『パッショネイト宝塚!(激情寶塚)』[18]

### 花組時期
- 2015年3-6月『カリスタの海に抱かれて(被卡莉絲塔的海擁抱)』『宝塚幻想曲（タカラヅカ ファンタジア）(寶塚幻想曲)』[19]
- 2015年7-8月 寶塚Bow Hall 『スターダム(明星)』飾演:ドノヴァン(唐納文)/ハリソン(哈里遜)[20]
- 2015年10-12月『新源氏物語』新人公演 飾演:栗丸(正式公演:羽立光来)『Melodia-熱く美しき旋律-(熱情而優美的旋律)』[21]
- 2016年4-7月 『ME AND MY GIRL』[22]
- 2016年9月『仮面のロマネスク(危險關係，改編德拉克洛原作同名小說)』飾演:テチエンヌ公爵/市民『Melodia-熱く美しき旋律-(熱情而優美的旋律)』[23]※全國巡迴公演
- 2016年11月-2017年2月『雪華抄』『金色（こんじき）の砂漠』 新人公演 飾演:テオドロスの侍従イリアス(堤歐斗羅司的隨從伊利亞斯)(正式公演:綺城ひか理)[24]
- 2017年3-4月『仮面のロマネスク(危險關係，改編德拉克洛原作同名小說)』飾演:テチエンヌ公爵(特蒂涅公爵)/市民『EXCITER!!2017』[25]※全國巡迴公演
- 2017年6-8月『邪馬台国の風(邪馬台國之風)』 新人公演 飾演:ユズリハ(楪)(正式公演:優波慧)『Sante!!(Santé!!～將最高級的葡萄美酒獻給您～)』[26]
- 2017年10月 TBS赤坂ACT劇場 『ハンナのお花屋さん-Hanna's Florist-(漢娜的花屋)』[27]
- 2018年1-3月『ポーの一族(波族傳奇，改編萩尾望都原作同名漫畫)』新人公演 飾演:ドン・マーシャル(唐‧馬夏爾)(正式公演:和海しょう)[28]
- 2018年5月 寶塚Bow Hall 『Senhor CRUZEIRO（セニョール クルゼイロ）!(克魯塞羅先生)』飾演:ミモザ(米莫薩)[29]
- 2018年7-10月『MESSIAH（メサイア）-異聞・天草四郎-(彌賽亞−異聞‧天草四郎−)』飾演:田崎重吉/多聞丸(正式公演:亜蓮冬馬)新人公演 飾演:山田祐庵(正式公演:柚香光)『BEAUTIFUL GARDEN-百花繚乱-(BEAUTIFUL GARDEN −百花繚亂−)』[30]
- 2018年11-12月『メランコリック・ジゴロ(憂鬱的小白臉-危險的繼承人)』飾演:マチウ(馬修)『EXCITER!!2018』[31]※全國巡迴公演
- 2019年2-4月 『CASANOVA(卡薩諾瓦)』新人公演 飾演:ミケーレ伯爵(米凱雷伯爵)(正式公演:夏美よう)[32]
- 2019年5月 寶塚Bow Hall 『Dream On!(追夢)』[33][34]
- 2019年6月 橫濱體育館 『恋スルARENA』[35]※明日海里奧個人演唱會
- 2019年8-11月『A Fairy Tale -青い薔薇の精-(A Fairy Tale －藍玫瑰精靈－)』飾演:マイク(麥克) 新人公演 飾演:オズワルド・ヴィッカーズ(奧茲華‧比卡茲)(正式公演:瀬戸かずや)/精霊ダンサー(精靈舞者)『シャルム!(Charme!)』[36]
- 2020年1月 東京国際フォーラム(東京國際論壇)『DANCE OLYMPIA』飾演:オリンピアの歌手(奧林匹亞的歌手)[37]
- 2020年7-11月 『はいからさんが通る(窈窕淑女)』飾演:愛相良雄[38]
- 2021年1-2月 寶塚Bow Hall 『PRINCE OF ROSES-王冠に導かれし男-(薔薇王子-被王冠引導的男人)』飾演:トマス・スタンリー(第一代德比伯爵托馬斯·斯坦利)[39]
- 2021年4-7月『アウグストゥス-尊厳ある者-(奧古斯都－神聖至尊－)』飾演:神々(眾神)『Cool Beast!!』[40]
- 2021年5月 寶塚飯店 『華優希スペシャルライブ「華詩集」』(華優希特別現場表演「華詩集」)[41]
- 2021年8-9月『哀しみのコルドバ(哀傷的歌多華)』飾演:セバスチャン伯爵(賽巴斯蒂安伯爵)『Cool Beast!!』[42] ※全國巡迴公演
- 2021年11月-2022年2月『元禄バロックロック(元祿巴洛克搖滾)』飾演:ソウエモン(總右衛門)『The Fascination（ザ ファシネイション）!(魅力)』[43]
- 2022年3-4月 梅田藝術劇場『TOP HAT(禮帽)』飾演:モーリス(墨利斯)/ジャン(讓)/漁師(漁夫)[44]
- 2022年6-9月 『巡礼の年〜リスト・フェレンツ、魂の彷徨〜(巡禮之年～李斯特・弗朗茨，徘徊的靈魂～)』飾演:ジョアキーノ・ロッシーニ(焦阿基诺·罗西尼)『Fashionable Empire(時尚帝國)』[45]
- 2022年10-11月 寶塚Bow Hall 『殉情(改編谷崎潤一郎原作小說「春琴抄」)』飾演:佐助[3][12][13][14][46][47]＊寶塚Bow Hall公演雙主演之一
- 2023年1-3月『うたかたの恋(泡沫之戀/梅耶林，改編Claude Anet原作小說「Mayerling」)』飾演:フィリップ皇子(菲力普王子)『ENCHANTEMENT（アンシャントマン）-華麗なる香水（パルファン）-(ENCHANTEMENT─華麗的香水─)』[48]
- 2023年4月 寶塚飯店 水美舞斗ディナーショー「One and Only」(水美舞斗晚餐秀「唯一」)[49]
- 2023年7-10月 『鴛鴦歌合戰』飾演:瓦版屋虎三『GRAND MIRAGE!』[50]
- 2023年11-12月 『激情(改編自普羅斯佩·梅里美原作小說卡門)』飾演:レメンダート『GRAND MIRAGE!』※全國巡迴公演[51]
- 2024年2-5月 『アルカンシェル～パリに架かる虹～(Arc-en-ciel～巴黎上空的彩虹～)』飾演:ポール(保羅)[52]
- 2024年9月-2025年1月 『エンジェリックライ(天使的謊言)』飾演:マリオ警部(馬利歐警官)/『Jubilee(禧年/紀念慶典)』
- 2025年3月 博多座『マジシャンの憂鬱(魔術師的憂鬱)』飾演:ジグモンド(齊格蒙德)『Jubilee(禧年/紀念慶典)』
- 2025年6-9月 『悪魔城ドラキュラ( Castlevania 惡魔城～月下覺醒～，改編電玩遊戲恶魔城系列)』飾演:神父/オルロック(奧洛克)『愛, Love Revue！』
- 2025年11-12月 梅田藝術劇場、日本青年館『DEAN(迪恩)』

## 外部連結
- 寶塚官網一之瀬航季的簡介 （页面存档备份，存于）
- 寶塚天空舞台網站音くり寿・一之瀬航季訪談簡介 （页面存档备份，存于）
- 東京都會電視台網站一之瀬航季簡介宝塚カフェブレイク登場人物一之瀬航季，存档于Archive.today（存檔日期 20250422）